# Prosper Convert
Pour les articles homonymes, voir Convert.
Prosper Convert, né en 1852 à Cras-sur-Reyssouze et mort en 1933 à Viriat dans l'Ain, est un chansonnier français, auteur de nombreuses chansons en bressan. Il fut également sculpteur, léguant au musée de Brou une importante collection de sculptures en 1920.

## Biographie

### «Le barde bressan»
Représentant de commerce de profession, il se passionne pour la culture bressane et notamment pour le patois bressan. 
Il arrangera ainsi de nombreuses chansons populaires du répertoire bressan mettant en scène les personnages récurrents de la vie rurale bressane.

### Le sculpteur
Il est également l'auteur d'une importante œuvre sculptée, légué en 1920 au musée municipal de Bourg-en-Bresse. Les sujets de ses sculptures sont, là encore, les personnages typiques de la vie rurale bressane.

## Hommages

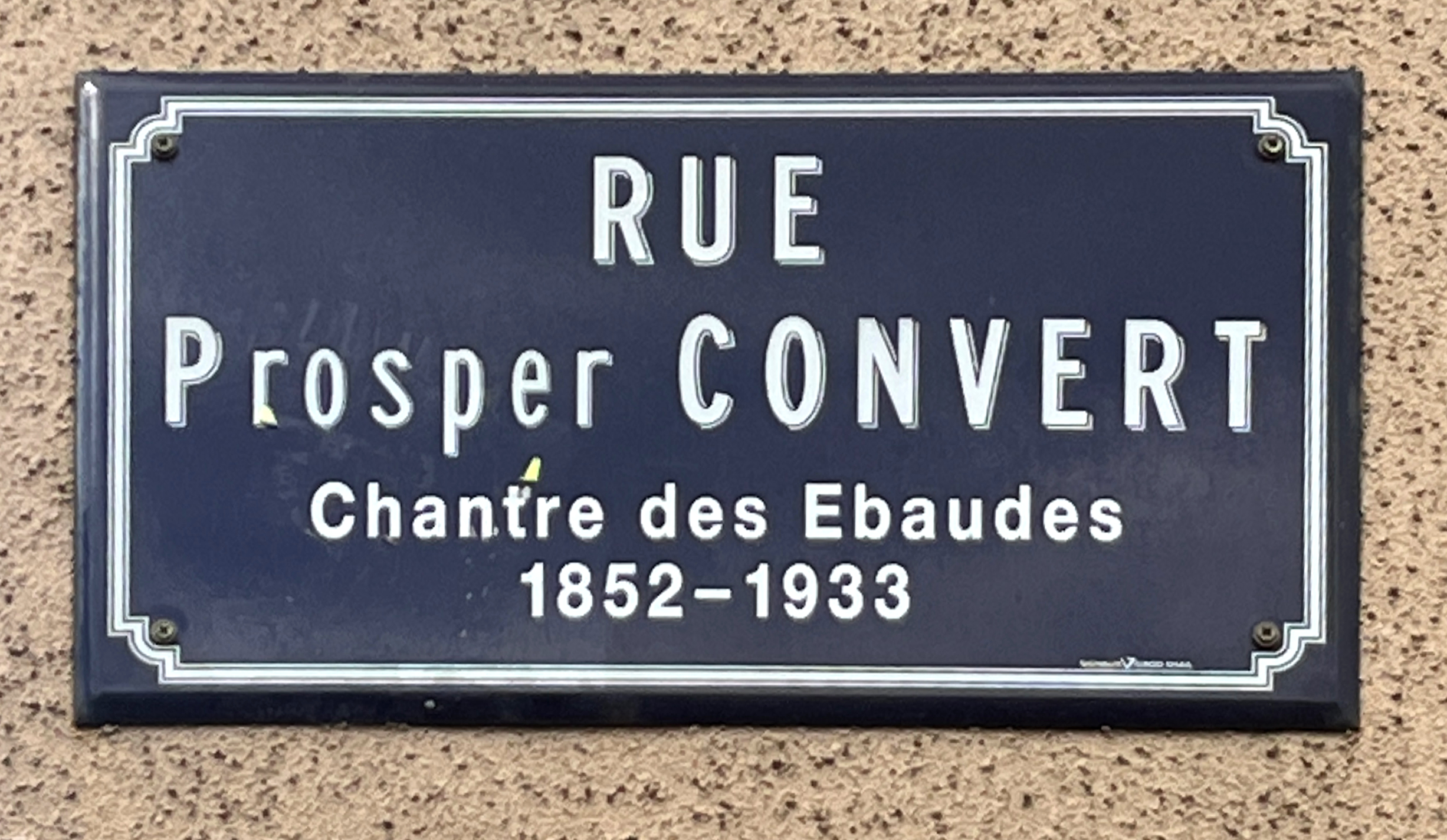
Panneau de la rue Prosper-Convert à Bourg-en-Bresse.

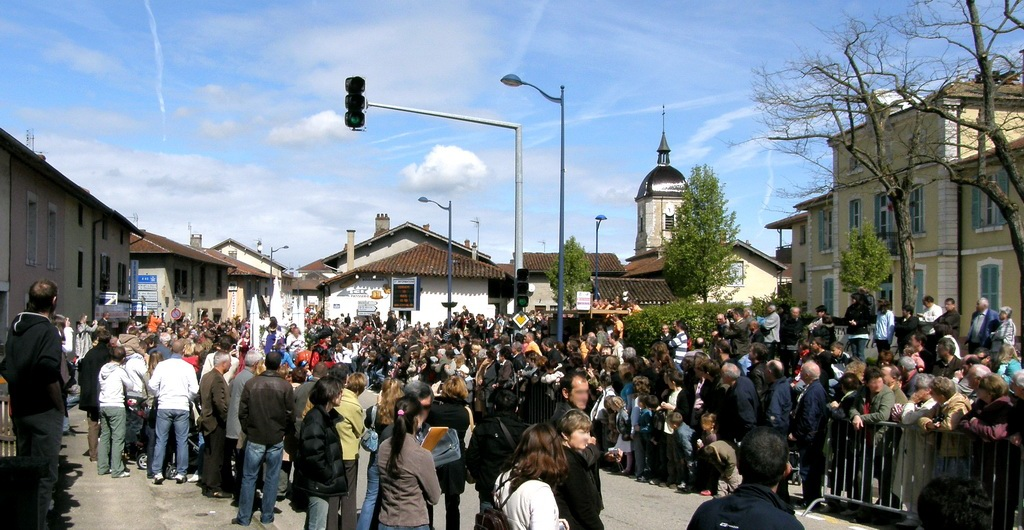
La rue Prosper-Convert à Viriat, lors de la fête des conscrits en 2008.

- Il y a à Viriat, une école Prosper-Convert ainsi qu'une rue Prosper-Convert.

- Un buste à son effigie a été inauguré à Viriat en août 2010, dans le square Prosper-Convert[4],[3].

- Il existe une rue Prosper-Convert à Bourg-en-Bresse.